# 梁起鐸
梁 起鐸（ヤン・ギタク、1871年4月2日 - 1938年4月20日）は、大韓民国の独立運動家。独立協会や新民会の創立に加わったほか、1933年10月から1935年10月まで大韓民国臨時政府大統領を務めた。本貫は済州梁氏。雅号は雩岡（ウガン、우강）。

## 経歴
平安南道江西郡に生まれる。漢学を学んでいる途中、漢城へ渡り、官立漢城外国語学校で英語を学んだ。1897年に独立協会に入会し、救国啓蒙運動に加わったほか、閔泳煥の改革党に李商在や李儁などとともに参加した。
1904年に宮内府で英語の通訳業務に携わる一方で、イギリス人ジャーナリストのアーネスト・ベセルとともに英字新聞『コリアタイムズ』を発刊した。翌年には、朴殷植を主筆、ベセルを社長として、国漢文混用体で発行される『大韓毎日申報』の創刊に参加し、言論による抗日運動を展開した。
また、宮内府在籍中に日本政府が大韓帝国政府に対し荒地の開拓権を要求した際は、これに反対する保安会に参加し、会の後身である大韓協同会でも活動するなど、精力的に抗日運動を続けた。また、義兵運動系の儒学者やキリスト教や天道教などの独立運動家とも交流を持っていた。
1907年に、大韓毎日新報の主筆となってからは、安昌浩の新民会に参加した。1910年の安明根による安岳事件や、1911年の105人事件の際は、首謀者として逮捕され、勲六等を褫奪、4年近く服役し、1915年に出獄した。翌1916年に満洲へ亡命したが、1918年に天津で日本の警察に逮捕され、帰国することとなった。このことから、1919年の三・一独立運動の際は、全羅南道の居金島に収容されていたため、直接参加することができなかった。
1921年に、アメリカの議員団が朝鮮を訪れると、団員達に独立の意志をアピールするためのデモを計画し、逮捕された。釈放後は、再び満州へ渡り、他の独立運動家達と合流した。そこでは、片康裂とともに武装独立運動団体である義成団を結成したほか、各運動団体を統合した統義府と正義府、高麗革命党、国民府の結成に加わり、学校を建てて教育事業を行うなどもした。
1933年10月に、大韓民国臨時政府の大統領に就任し、1935年10月まで在任した。
1938年に、中国の江蘇省で病死した。67歳没。死後の1962年に、建国勲章大統領章が授与された。